# Heidelberg (Minnesota)
Heidelberg è un comune degli Stati Uniti d'America, situato nello Stato del Minnesota, nella Contea di Le Sueur.